# Roudnice nad Labem
Roudnice nad Labem (avant 1918,  Raudnitz-sur-l'Elbe) est une ville du district de Litoměřice, dans la région d'Ústí nad Labem, en Tchéquie. Sa population s'élevait à 12 747 habitants en 2023.

## Géographie
Roudnice nad Labem est située sur la rive gauche de l'Elbe, à 4,5 km au nord de la colline de Říp, à 16 km au sud-est de Litoměřice, à 31 km au sud-est d'Ústí nad Labem et à 41 km au nord-nord-ouest de Prague.

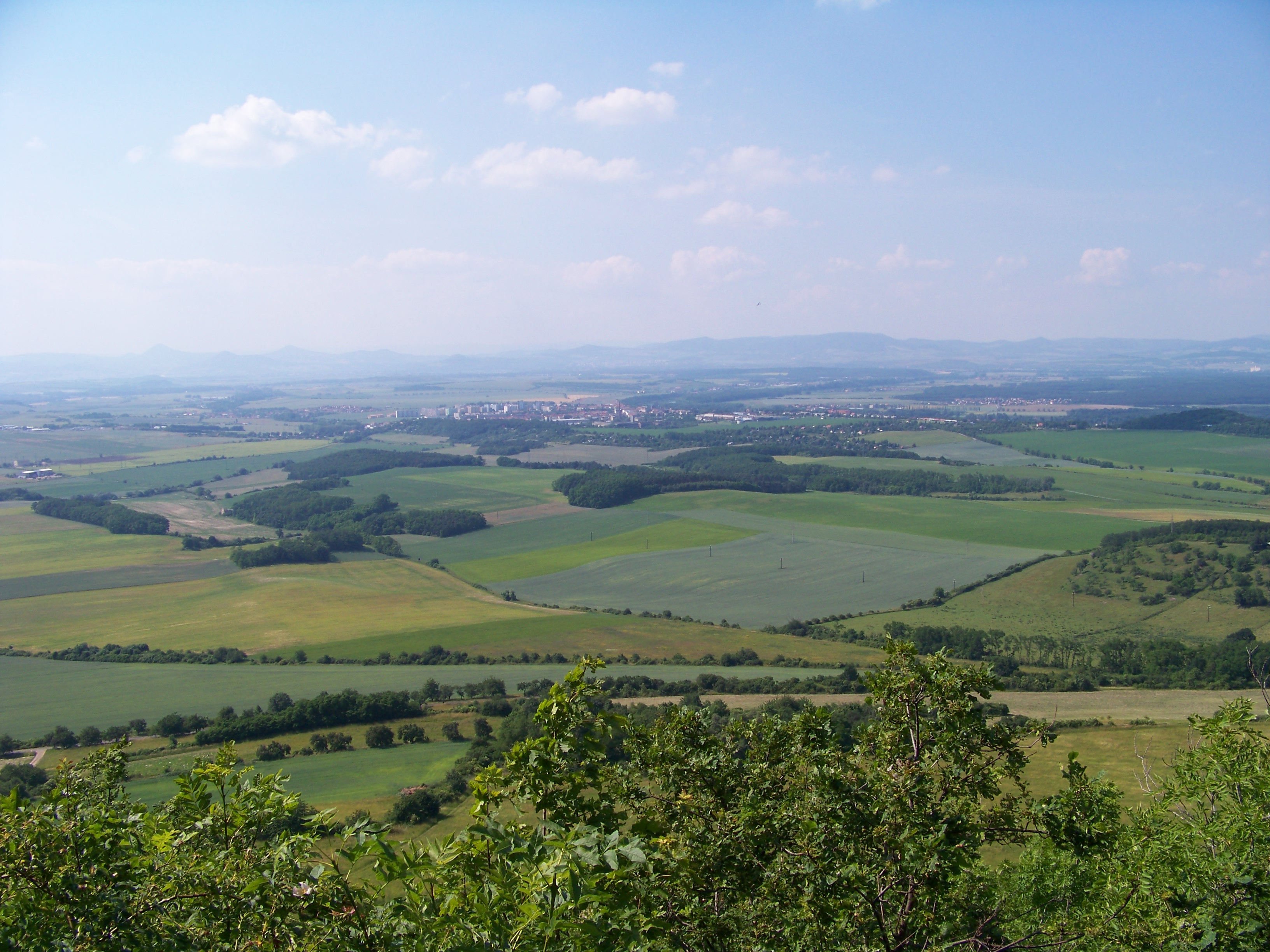
Roudnice nad Labem depuis la colline de Říp.
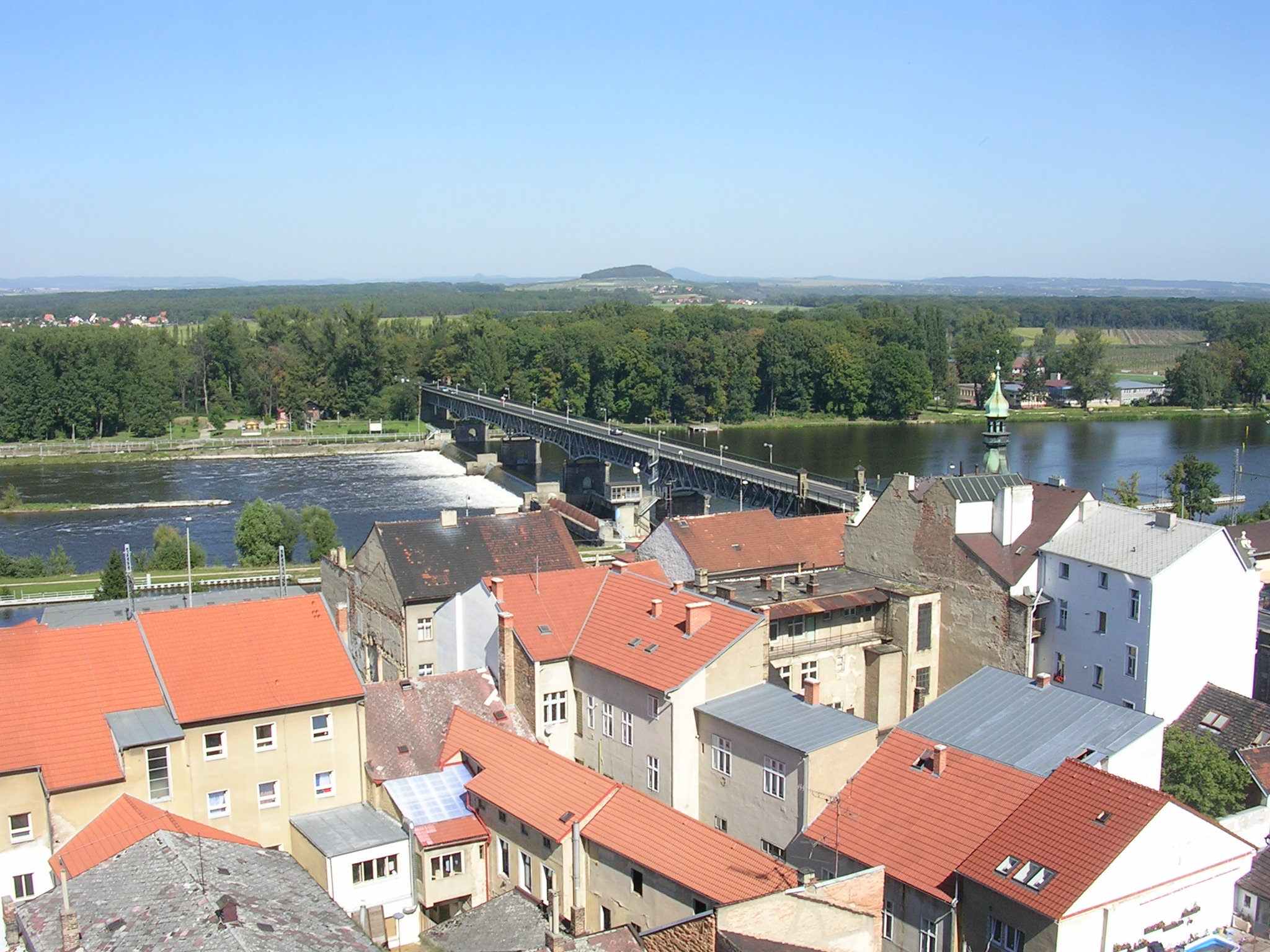
Roudnice nad Labem et le pont sur l'Elbe.

La commune est limitée par Židovice et Vědomice au nord, par Dobříň à l'est, par Krabčice au sud-est, par Kleneč au sud, et par Přestavlky et Dušníky à l'ouest.

## Histoire
Fondée en 1167, c'est l'une des plus vieilles villes du pays et son nom originel, Rúdnik / Rúdnica, lui a été donné en raison de la coloration rouge des eaux de l'Elbe dans cette région au printemps.

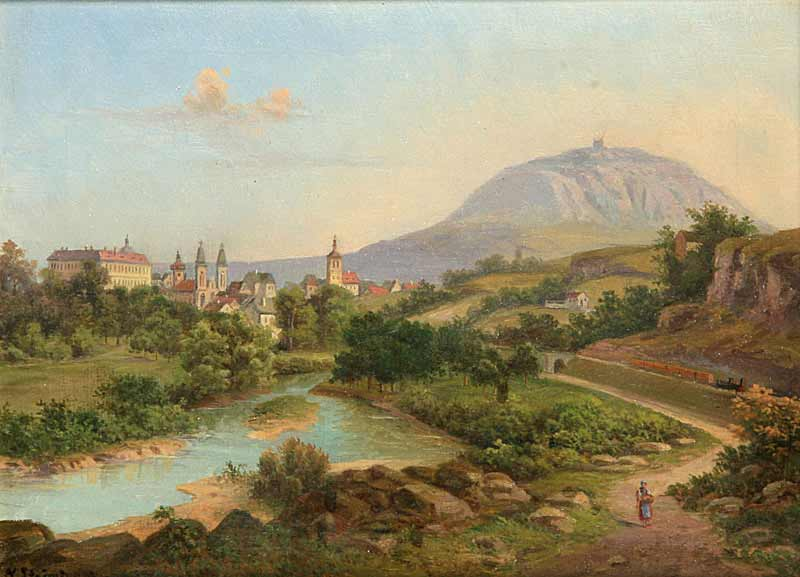
Roudnice et mont Rip, par Stroeminger Vilem (fin du XIXe siècle).

## Population
Recensements ou estimations de la population :
| 1869* | 1880* | 1890* | 1900* | 1910* | 1921* |
| ----- | ----- | ----- | ----- | ----- | ----- |
| 4 937 | 5 942 | 6 615 | 7 986 | 9 249 | 8 905 |

| 1930* | 1950* | 1961* | 1970*  | 1980*  | 1991*  |
| ----- | ----- | ----- | ------ | ------ | ------ |
| 9 261 | 8 499 | 9 655 | 10 361 | 13 244 | 12 869 |

| 2001*  | 2011*  | 2014   | 2015   | 2016   | 2017   |
| ------ | ------ | ------ | ------ | ------ | ------ |
| 12 253 | 12 915 | 12 949 | 12 908 | 12 995 | 12 949 |

| 2018   | 2019   | 2020   | 2021*  | 2022   | 2023   |
| ------ | ------ | ------ | ------ | ------ | ------ |
| 12 981 | 12 967 | 12 847 | 12 372 | 12 506 | 12 747 |

## Administration
La commune se compose de deux quartiers :
- Podlusky
- Roudnice nad Labem

## Patrimoine
- Le château de Roudnice nad Labem, de style baroque, domine la ville. Il a été bâti par les évêques de Prague, avant de devenir la propriété de la Maison des Lobkowicz.
- Le vieux cimetière juif compte environ 1 700 sépultures, de l'époque baroque à la fin du XIXe siècle.

## Personnalités
- Arthur Breisky (1885-1910), écrivain
- Vladimír Černík (1921-2001), joueur de tennis
- Max Dvořák (1874-1921), historien de l'art
- Jan Lauschmann (1901-1991), photographe
- Joseph Franz von Lobkowitz (1772-1816), noble, mécène de Ludwig van Beethoven
- Georg Wilhelm Pabst (1885-1967), réalisateur allemand
- Roman Týce (né en 1977), joueur de football
- Tommy Scraton (né en ???), disc jockey tchèque
- Milan Děžinský (né en 1974), poète et chercheur insulaire

## Jumelages
- Albaida (Espagne)
- Amstetten (Autriche)
- Banbridge (Royaume-Uni)
- Dessau-Roßlau (Allemagne)
- Ruelle-sur-Touvre (France)

## Transports
Par la route, Roudnice nad Labem se trouve à 20 km de Litoměřice, à 21 km de Mělník, à 44 km d'Ústí nad Labem  et à 53 km de Prague.

## Sources
- (en) Cet article est partiellement ou en totalité issu de l’article de Wikipédia en anglais intitulé « Roudnice nad Labem » (voir la liste des auteurs).